# Stazione di Biancavilla Centro
La stazione di Biancavilla Centro è una fermata ferroviaria sotterranea della Ferrovia Circumetnea, e serve il centro abitato a sud di Biancavilla. Fu inaugurata il 29 Luglio 2015, insieme alla relativa tratta interrata di Biancavilla, che determinò la fine dei lavori di ammodernamento della tratta Paternò-Adrano.

## Storia
Nell'ambito del progetto di ammodernamento della tratta ferroviaria Paternò-Adrano, nel 2009 furono avviati i lavori di costruzione delle nuove stazioni di Santa Maria di Licodia Sud, Santa Maria di Licodia Centro (che a sua volta sostituì la stazione in superficie), Adrano Cappellone (che a sua volta sostituì la stazione in superficie), Adrano Centro (che a sua volta sostitui la stazione in superficie), Adrano Naviccia e Adrano Nord; e successivamente anche le quattro nuove stazioni di Biancavilla, fra cui quella di Biancavilla Centro, che a sua volta ha sostituito la vecchia stazione in superficie.
La stazione entrò ufficialmente in esercizio il 29 luglio 2015, sostituendo la storica stazione di Biancavilla.
Questa stazione venne costruita con la predisposizione ad uso metropolitano, poiché nell'ambito dell'ampliamento delle rete ferroviaria della metropolitana di Catania è previsto che quest'ultima arrivi sino alla stazione di Adrano Nord, passando attraverso le stazioni interrate di nuova costruzione, fra cui questa.

## Strutture e impianti
L'accesso alla fermata è posto al centro di un ampio piazzale asfaltato, su cui sorgevano gli impianti della vecchia stazione.
Questa fermata è a un binario singolo servito da una banchina.
Questa fermata è dotata di ascensori, scale mobili e biglietteria automatica.

## Movimento
L'orario invernale 2017/18 prevedeva un totale di 29 treni, di cui 15 in direzione Randazzo e 14 in direzione Catania; alcuni treni in direzione Randazzo terminano la loro corsa ad Adrano nord, altro a Bronte.

## Servizi
La stazione è dotata di:
- Scale mobili;
- Ascensore (non attivo);
- Servizio di video sorveglianza;
- Biglietteria automatica.